# Бой Чарлтон
Бой Чарлтон (англ. Boy Charlton, 12 серпня 1907 — 10 грудня 1975) — австралійський плавець.
Олімпійський чемпіон 1924 року, призер 1928 року, учасник 1932 року.